# Junction (Teksas)
Junction je grad u američkoj saveznoj državi Teksas. Prema popisu stanovništva iz 2010. u njemu je živjelo 2.574 stanovnika.